# Nukleares Patt
Mit dem Begriff nukleares Patt bezeichnete man die strategische Situation zwischen den USA und der Sowjetunion während des Kalten Krieges.
Das nukleare Arsenal beider Mächte war so groß, dass es ihnen damit möglich war, die Erde mehrmals zu zerstören. Dieser Zustand wurde „nuklearer Overkill“ genannt.
Es war unmöglich, einen Nuklearangriff erfolgreich durchzuführen, weil beide Länder über umfangreiche Frühwarnsysteme (z. B. NORAD in den USA) verfügten. Der Start von land- oder seegestützten Raketen und Bombern wäre früh genug entdeckt worden, um der anderen Seite Zeit für einen Gegenschlag zu geben. Dadurch wäre auch der angreifende Staat vernichtet worden. Es konnte also bei einem Atomkrieg nur Verlierer geben.
Um einen nuklearen Schlagabtausch gewinnbar zu machen, verfolgten die Opponenten großangelegte Programme, um es zu ermöglichen, Raketen abzufangen. Die Amerikaner riefen dazu die Strategic Defense Initiative (SDI) ins Leben. Die Flugkörper sollten durch Laser und Raketen zerstört werden. Dazu waren hunderte Satelliten im Weltraum und dutzende Bodenkontrollstationen nötig, weshalb diese Initiativen scherzhaft als Star Wars bezeichnet wurden. Aufgrund der enormen Kostenexplosion und der Entspannung des Ost-West-Konflikts am Ende der 1980er wurde das Projekt jedoch eingestellt.
Nach der Wahl von George W. Bush zum amerikanischen Präsidenten im Jahr 2000 wollte Verteidigungsminister Donald Rumsfeld das Programm wiederbeleben, um einen Raketenschild zur Abwehr von Raketen sogenannter Schurkenstaaten aufzubauen. Diese Idee wurde aber nach dem 11. September 2001 wieder verworfen.